# Sindaci di Venezia
Di seguito l'elenco cronologico dei sindaci di Venezia e delle altre figure apicali equivalenti che si sono succedute nel corso della storia.

## Regno napoleonico d'Italia (1806-1815)
| Periodo | Periodo | Primo cittadino               | Partito | Carica  | Note |
| ------- | ------- | ----------------------------- | ------- | ------- | ---- |
| 1806    | 1811    | Daniele Renier                | ...     | Sindaco |      |
| 1811    | 1815    | Bartolomeo Gerolamo Gradenigo | ...     | Sindaco |      |

## Regno Lombardo-Veneto (1815-1866)
| Periodo | Periodo | Primo cittadino               | Partito | Carica  | Note |
| ------- | ------- | ----------------------------- | ------- | ------- | ---- |
| 1815    | 1816    | Bartolomeo Gerolamo Gradenigo | ...     | Sindaco |      |
| 1817    | 1818    | Marco Molin                   | ...     | Podestà |      |
| 1818    | 1827    | Francesco Calbo Crotta        | ...     | Podestà |      |
| 1827    | 1834    | Domenico Morosini             | ...     | Podestà |      |
| 1834    | 1837    | Giuseppe Boldù                | ...     | Podestà |      |
| 1838    | 1857    | Giovanni Correr               | ...     | Podestà |      |
| 1857    | 1859    | Alessandro Marcello           | ...     | Podestà |      |
| 1860    | 1866    | Pierluigi Bembo               | ...     | Podestà |      |

## Regno d'Italia (1866-1946)
| Periodo        | Periodo        | Primo cittadino             | Partito                            | Carica  | Note |
| -------------- | -------------- | --------------------------- | ---------------------------------- | ------- | ---- |
| 1866           | 1868           | Giobatta Giustinian         | Destra storica                     | Sindaco |      |
| 1868           | 1870           | Giuseppe Giovanelli         | Destra storica                     | Sindaco |      |
| 1872           | 1875           | Antonio Fornoni             | Destra storica                     | Sindaco |      |
| 1877           | 1878           | Giobatta Giustinian         | Destra storica                     | Sindaco |      |
| 1879           | 1881           | Dante Di Serego Alighieri   | Destra storica                     | Sindaco |      |
| 1883           | 1888           | Dante Di Serego Alighieri   | Destra storica                     | Sindaco |      |
| 1888           | 1890           | Lorenzo Tiepolo             | Destra storica                     | Sindaco |      |
| 1890           | 1895           | Riccardo Selvatico          | Sinistra storica                   | Sindaco |      |
| 1895           | 1919           | Filippo Grimani             | Destra storica                     | Sindaco |      |
| 1920           | 1923           | Davide Giordano             | Associazione Nazionalista Italiana | Sindaco |      |
| 1926           | 1929           | Pietro Orsi                 | Partito Nazionale Fascista         | Podestà |      |
| 1929           | 1930           | Ettore Zorzi                | Partito Nazionale Fascista         | Podestà |      |
| 1930           | 1938           | Mario Alverà                | Partito Nazionale Fascista         | Podestà |      |
| 1938           | 1941           | Giovanni Marcello           | Partito Nazionale Fascista         | Podestà |      |
| 1941           | 1943           | Giovanni Battista Dall'Armi | Partito Nazionale Fascista         | Podestà |      |
| 27 aprile 1945 | 25 giugno 1946 | Giovanni Ponti              | Democrazia Cristiana               | Sindaco |      |

## Repubblica Italiana (dal 1946)
| Sindaci eletti dal Consiglio comunale (1946-1993)    | Sindaci eletti dal Consiglio comunale (1946-1993) | Sindaci eletti dal Consiglio comunale (1946-1993) | Sindaci eletti dal Consiglio comunale (1946-1993) | Sindaci eletti dal Consiglio comunale (1946-1993) | Sindaci eletti dal Consiglio comunale (1946-1993) | Sindaci eletti dal Consiglio comunale (1946-1993) | Sindaci eletti dal Consiglio comunale (1946-1993) | Sindaci eletti dal Consiglio comunale (1946-1993) |
| Nominativo                                           | Nominativo                                        | Partito                                           | Partito                                           | Partito                                           | Partito                                           | Mandato                                           | Mandato                                           | Elezione                                          |
| Nominativo                                           | Nominativo                                        | Partito                                           | Partito                                           | Partito                                           | Partito                                           | Inizio                                            | Fine                                              | Elezione                                          |
| ---------------------------------------------------- | ------------------------------------------------- | ------------------------------------------------- | ------------------------------------------------- | ------------------------------------------------- | ------------------------------------------------- | ------------------------------------------------- | ------------------------------------------------- | ------------------------------------------------- |
|                                                      | Giovanni Battista Gianquinto                      |                                                   | Partito Comunista Italiano                        | Partito Comunista Italiano                        | Partito Comunista Italiano                        | 25 giugno 1946                                    | 21 gennaio 1951                                   | Elezione 1946                                     |
|                                                      | Angelo Spanio                                     |                                                   | Democrazia Cristiana                              | Democrazia Cristiana                              | Democrazia Cristiana                              | 21 gennaio 1951                                   | 13 gennaio 1955                                   | Elezione 1951                                     |
|                                                      | Roberto Tognazzi                                  |                                                   | Democrazia Cristiana                              | Democrazia Cristiana                              | Democrazia Cristiana                              | 13 gennaio 1955                                   | 1956                                              | Elezione 1951                                     |
| 1956                                                 | Roberto Tognazzi                                  | 16 novembre 1958                                  | Democrazia Cristiana                              | Democrazia Cristiana                              | Democrazia Cristiana                              | Elezione 1956                                     |                                                   |                                                   |
|                                                      | Armando Gavagnin                                  |                                                   | Partito Socialista Democratico Italiano           | Partito Socialista Democratico Italiano           | Partito Socialista Democratico Italiano           | Elezione 1956                                     | 30 novembre 1958                                  | 9 dicembre 1958                                   |
|                                                      | Gerolamo Speciale (Commissario prefettizio)       | –                                                 | –                                                 | –                                                 | –                                                 | 1958                                              | 1959                                              | –                                                 |
|                                                      | Angelo Bilancia (Commissario prefettizio)         | –                                                 | –                                                 | –                                                 | –                                                 | 1959                                              | 1960                                              | –                                                 |
|                                                      | Giovanni Favaretto Fisca                          |                                                   | Democrazia Cristiana                              | Democrazia Cristiana                              | Democrazia Cristiana                              | 28 maggio 1960                                    | 1964                                              | Elezione 1960                                     |
| 1964                                                 | Giovanni Favaretto Fisca                          | 12 maggio 1970                                    | Democrazia Cristiana                              | Democrazia Cristiana                              | Democrazia Cristiana                              | Elezione 1964                                     |                                                   |                                                   |
|                                                      | Giorgio Longo                                     |                                                   | Democrazia Cristiana                              | Democrazia Cristiana                              | Democrazia Cristiana                              | 12 maggio 1970                                    | 21 dicembre 1975                                  | Elezione 1970                                     |
|                                                      | Mario Rigo                                        |                                                   | Partito Socialista Italiano                       | Partito Socialista Italiano                       | Partito Socialista Italiano                       | 21 dicembre 1975                                  | 1980                                              | Elezione 1975                                     |
| 1980                                                 | Mario Rigo                                        | 18 gennaio 1985                                   | Partito Socialista Italiano                       | Partito Socialista Italiano                       | Partito Socialista Italiano                       | Elezione 1980                                     |                                                   |                                                   |
|                                                      | Nereo Laroni                                      |                                                   | Partito Socialista Italiano                       | Partito Socialista Italiano                       | Partito Socialista Italiano                       | 18 gennaio 1985                                   | 11 marzo 1987                                     | Elezione 1985                                     |
|                                                      | Antonio Casellati                                 |                                                   | Partito Repubblicano Italiano                     | Partito Repubblicano Italiano                     | Partito Repubblicano Italiano                     | 11 marzo 1987                                     | 25 gennaio 1988                                   | Elezione 1985                                     |
|                                                      | Costante Degan                                    |                                                   | Democrazia Cristiana                              | Democrazia Cristiana                              | Democrazia Cristiana                              | 25 gennaio 1988                                   | 12 febbraio 1988                                  | Elezione 1985                                     |
|                                                      | Antonio Casellati                                 |                                                   | Partito Repubblicano Italiano                     | Partito Repubblicano Italiano                     | Partito Repubblicano Italiano                     | 12 febbraio 1988                                  | 11 maggio 1990                                    | Elezione 1985                                     |
|                                                      | Ugo Bergamo                                       |                                                   | Democrazia Cristiana                              | Democrazia Cristiana                              | Democrazia Cristiana                              | 25 luglio 1990                                    | 15 maggio 1993                                    | Elezione 1990                                     |
|                                                      | Giovanni Troiani (Commissario straordinario)      | –                                                 | –                                                 | –                                                 | –                                                 | 18 giugno 1993                                    | 9 dicembre 1993                                   | –                                                 |
| Sindaci eletti direttamente dai cittadini (dal 1993) |                                                   |                                                   |                                                   |                                                   |                                                   |                                                   |                                                   |                                                   |
| Nominativo                                           | Nominativo                                        | Partito                                           | Partito                                           | Coalizione                                        | Coalizione                                        | Mandato                                           | Mandato                                           | Elezione                                          |
| Nominativo                                           | Nominativo                                        | Partito                                           | Partito                                           | Coalizione                                        | Coalizione                                        | Inizio                                            | Fine                                              | Elezione                                          |
|                                                      | Massimo Cacciari                                  |                                                   | Indipendente                                      |                                                   | PDS-PRC-FdV-AD-PSI                                | 9 dicembre 1993                                   | 17 novembre 1997                                  | Elezione 1993                                     |
|                                                      | Massimo Cacciari                                  | PDS-PPI-PRC-FdV-VNE-SI                            | Indipendente                                      | 17 novembre 1997                                  | 25 gennaio 2000                                   | Elezione 1997                                     |                                                   |                                                   |
|                                                      | Corrado Scivoletto (Commissario straordinario)    | –                                                 | –                                                 | –                                                 | –                                                 | 28 febbraio 2000                                  | 1º maggio 2000                                    | –                                                 |
|                                                      | Paolo Costa                                       |                                                   | I Democratici                                     |                                                   | DS-PPI-Dem-SDI-UDEUR-PRI-PdCI                     | 1º maggio 2000                                    | 17 aprile 2005                                    | Elezione 2000                                     |
|                                                      | Massimo Cacciari                                  |                                                   | Democrazia è Libertà - La Margherita              |                                                   | DL-UDEUR                                          | 17 aprile 2005                                    | 8 aprile 2010                                     | Elezione 2005                                     |
|                                                      | Giorgio Orsoni                                    |                                                   | Indipendente                                      |                                                   | PD-IdV-UdC-PSI-FdS-L. civiche                     | 8 aprile 2010                                     | 23 giugno 2014                                    | Elezione 2010                                     |
|                                                      | Vittorio Zappalorto (Commissario Prefettizio)     | –                                                 | –                                                 | –                                                 | –                                                 | 23 giugno 2014                                    | 16 giugno 2015                                    | –                                                 |
|                                                      | Luigi Brugnaro                                    |                                                   | Indipendente (2015-2021)                          |                                                   | FI-AP-L. civiche                                  | 16 giugno 2015                                    | 23 settembre 2020                                 | Elezione 2015                                     |
|                                                      | Luigi Brugnaro                                    | LN-FI-FdI-L. civiche                              | Indipendente (2015-2021)                          | 23 settembre 2020                                 | in carica                                         | Elezione 2020                                     |                                                   |                                                   |
|                                                      | Luigi Brugnaro                                    | LN-FI-FdI-L. civiche                              | Coraggio Italia (dal 2021)                        | 23 settembre 2020                                 | in carica                                         | Elezione 2020                                     |                                                   |                                                   |